# Kapiri Mposhi
Kapiri Mposhi is een stad in de Zambiaanse provincie Central en hoofdstad van het gelijknamige district. In 2000 telde Kapiri Mposhi 27.219 inwoners.
Kapiri Mposhi is een spoorwegknooppunt en ligt aan het beginpunt van de TAZARA (Tanzania-Zambia Railway).

## Geboren
- Janny Sikazwe (1979), voetbalscheidsrechter